# Saint-Albin-de-Vaulserre
Saint-Albin-de-Vaulserre és un municipi francès situat al departament de la Isèra i a la regió d'Alvèrnia-Roine-Alps. L'any 2007 tenia 354 habitants.

## Demografia

### Població
El 2007 la població de fet de Saint-Albin-de-Vaulserre era de 354 persones. Hi havia 144 famílies de les quals 40 eren unipersonals (20 homes vivint sols i 20 dones vivint soles), 44 parelles sense fills, 52 parelles amb fills i 8 famílies monoparentals amb fills.
La població ha evolucionat segons el següent gràfic:
Habitants censats

### Habitatges
El 2007 hi havia 172 habitatges, 145 eren l'habitatge principal de la família, 19 eren segones residències i 7 estaven desocupats. 165 eren cases i 7 eren apartaments. Dels 145 habitatges principals, 115 estaven ocupats pels seus propietaris, 23 estaven llogats i ocupats pels llogaters i 7 estaven cedits a títol gratuït; 1 tenia una cambra, 3 en tenien dues, 15 en tenien tres, 38 en tenien quatre i 88 en tenien cinc o més. 105 habitatges disposaven pel capbaix d'una plaça de pàrquing. A 60 habitatges hi havia un automòbil i a 77 n'hi havia dos o més.

### Piràmide de població
La piràmide de població per edats i sexe el 2009 era:
| Homes | Edats   | Dones |
| ----- | ------- | ----- |
| 0     | 95 o +  | 4     |
| 0     | 90 a 94 | 4     |
| 8     | 85 a 89 | 4     |
| 0     | 80 a 84 | 4     |
| 0     | 75 a 79 | 0     |
| 12    | 70 a 74 | 4     |
| 8     | 65 a 69 | 12    |
| 8     | 60 a 64 | 12    |
| 16    | 55 a 59 | 12    |
| 16    | 50 a 54 | 12    |
| 16    | 45 a 49 | 12    |
| 16    | 40 a 44 | 24    |
| 0     | 35 a 39 | 8     |
| 16    | 30 a 34 | 4     |
| 12    | 25 a 29 | 8     |
| 8     | 20 a 24 | 8     |
| 24    | 15 a 19 | 16    |
| 0     | 10 a 14 | 12    |
| 4     | 5 a 9   | 12    |
| 4     | 0 a 4   | 4     |

## Economia
El 2007 la població en edat de treballar era de 213 persones, 174 eren actives i 39 eren inactives. De les 174 persones actives 164 estaven ocupades (91 homes i 73 dones) i 10 estaven aturades (6 homes i 4 dones). De les 39 persones inactives 14 estaven jubilades, 11 estaven estudiant i 14 estaven classificades com a «altres inactius».

### Ingressos
El 2009 a Saint-Albin-de-Vaulserre hi havia 154 unitats fiscals que integraven 381 persones, la mediana anual d'ingressos fiscals per persona era de 18.980 €.

### Activitats econòmiques
Dels 9 establiments que hi havia el 2007, 3 eren d'empreses de construcció, 4 d'empreses de comerç i reparació d'automòbils i 2 d'empreses classificades com a «altres activitats de serveis».
Dels 2 establiments de servei als particulars que hi havia el 2009, 1 era un taller de reparació d'automòbils i de material agrícola i 1 lampisteria.
L'únic establiment comercial que hi havia el 2009 era una botiga de mobles.
L'any 2000 a Saint-Albin-de-Vaulserre hi havia 11 explotacions agrícoles que ocupaven un total de 252 hectàrees.

## Equipaments sanitaris i escolars
El 2009 hi havia una escola elemental integrada dins d'un grup escolar amb les comunes properes formant una escola dispersa.

## Poblacions més properes
El següent diagrama mostra les poblacions més properes.